# Edna Adan Ismail

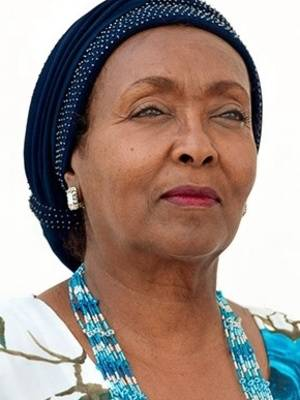
Edna Adan Ismail

Edna Adan Ismail (* 8. September 1937 in Hargeysa) (Somali: Edna Aadan Ismaaciil / Adna Aadan Ismaaciil) ist eine Politikerin und Frauenrechtsaktivistin aus Somaliland. Von 2003 bis 2006 war sie die erste weibliche Außenministerin Somalilands. Davor war sie Ministerin für Familie und Soziales. Als solche kämpft sie für ein besseres Gesundheitssystem in Somaliland, insbesondere für Frauen.
Edna Adan Ismail ist Leiterin und Gründerin des Edna Adan Maternity Hospital in Hargeysa. Zudem ist sie Aktivistin und gilt als Pionierin im Kampf gegen weibliche Genitalverstümmelung, welche in dieser Region weit verbreitet ist.

## Frühe Jahre, Ausbildung und Familie

### Frühe Jahre
Edna Adan Ismail kam am 8. September 1937 in Hargeysa zur Welt, in Britisch-Somaliland. Ihr Vater war ein prominenter Somalischer Arzt, der ihr eine Grundausbildung durch Privattutoren ermöglichte, obwohl Mädchen zu dieser Zeit in Somaliland üblicherweise nicht die Schule besuchten. Später besuchte sie in Dschibuti eine Schule, an der ihre Tante unterrichtete. Im Alter von 8 Jahren wurde Edna Adan Ismail gegen den Willen ihres Vaters beschnitten. Initiiert wurde die Beschneidung von ihrer Mutter und ihrer Großmutter.

### Ausbildung
Um andere Frauen vor dem Trauma einer Beschneidung zu beschützen, machte Edna Adan Ismail später eine Ausbildung zur Pflegefachfrau und Hebamme am Borough Polytechnic in England, heute London South Bank University. Sie gilt als die erste Frau aus Somaliland, die in Großbritannien studierte sowie die erste diplomierte Krankenschwester und Hebamme Somalilands. Außerdem war sie die erste Frau Somalilands, die einen Führerschein machte.

### Familie
Edna Adan Ismail ist die Tochter Adan Ismail Guleids «Adan Dhaktars», auch bekannt als «Vater des Gesundheitswesens von Somaliland». Später heiratete sie Mohamed Haji Ibrahim Egal, einen Somalischen Politiker, der 1967 zum Premierminister der Republik Somalia gewählt wurde und von 1993 bis 2002 Präsident Somalilands war.

## Späterer Werdegang

### Edna Adan Maternity Hospital
Bereits in den 1980er Jahren begann Edna Adan Ismail mit dem Aufbau eines Krankenhauses in Mogadischu, bevor der Beginn des Somalischen Bürgerkriegs sie zur Flucht zwangen. Nach ihrer Rückkehr gründete sie 2002, bereits über 60-jährig, das Edna Adan Maternity Hospital in der Hauptstadt Hargeysa. Heute ist das Edna Adan Maternity Hospital auch ein Allgemeinkrankenhaus, fokussiert aber primär auf die medizinische Versorgung von Mutter und Kind sowie auf die Ausbildung von Pflegefachkräften und Hebammen. An solchen herrscht in der Region aufgrund des andauernden Bürgerkriegs großer Mangel.
Die Edna Hospital Foundation legt in Forschung, Prävention und Aufklärung einen Schwerpunkt auf die weit verbreitete Praxis der weiblichen Genitalverstümmelung in Somaliland.
2018 beschäftigte das Edna Adan Maternity Hospital 200 Mitarbeitende und bildete 1500 Studierende aus.

### Wohltätigkeitsarbeit
Edna Adan Ismails Arbeit wird von Wohltätigkeitsorganisationen in England und in Amerika unterstützt. Diese helfen ihr, weitere Unterstützung sowie Bewusstsein für die Ausbildung zusätzlicher Hebammen und den Kampf gegen Genitalverstümmelung in Somaliland zu schaffen. Auch das von ihr gegründete Edna Adan Maternity Hospital ist eine Non-Profit-Organisation.

## Kommissionen und Gremien

### Präsidentin der UNPO
Neben ihrer Arbeit in der Regierung setzt sich Edna Ada Ismail auch weiterhin für den demokratischen Willen des somalischen Volkes ein. Im März 2022 wurde sie zur Präsidentin der Unrepresented Nations and Peoples Organization gewählt.
Außerdem ist sie Präsidentin der Organisation für Folteropfer.

## Politische Karriere

### Erste Frau in Somalischer Regierung
Edna Adan Ismail war die erste Frau in der Regierung von Somaliland. 2002 war sie Ministerin für Familie und Soziales und von 2003 bis 2006 diente sie als Außenministerin. Sie arbeitete sich im öffentlichen Dienst des damaligen Somalia nach oben und wurde die erste weibliche Direktorin des Gesundheitsministeriums. Nach Ausbruch des Bürgerkriegs war sie gezwungen, das Land zu verlassen. Daraufhin wechselte sie zur Weltgesundheitsorganisation (WHO), wo sie als WHO-Vertreterin in Dschibuti an der Verabschiedung eines Gesetzes zum Verbot von Genitalverstümmelung mitwirkte.

## Ehrungen, Auszeichnungen
Edna Adan Ismail erhielt den AMANITARE-Jahrespreis 2002 für ihre Bemühungen um die Eröffnung einer privaten Entbindungsklinik in Somaliland im Jahr 1998.
Am 1. Februar 2010 unterzeichnete der französische Präsident Nicolas Sarkozy ein Dokument, welches Edna Adan Ismail mit der Ehrenlegion ehrt. Dieser Preis, der einer Ritterwürde gleichkommt und die höchste Ehre ist, die Frankreich verleihen kann, wurde von Napoleon geschaffen und wird normalerweise nur französischen Staatsangehörigen verliehen. Die Vergabe des Preises wurde am 17. April 2010 vom französischen Botschafter unter Anwesenheit von Edna Adan Ismail in Hargeysa, Somaliland präsentiert. Der Brief von Präsident Sarkozy an Ismail ist auf der Website des von Edna Adan Ismail gegründeten Edna Adan Maternity Hospital nachzulesen. Für 2023 wurde ihr der Templeton-Preis zugesprochen.